# Käthe Grasegger
Käthe Grasegger-Deuschl (* 19. Juni 1917 in Partenkirchen; † 28. August 2001 in Garmisch-Partenkirchen) war eine deutsche Skirennläuferin. In den 1930er Jahren war sie hinter Christl Cranz die dominierende Fahrerin der Welt. Mit insgesamt sieben WM-Medaillen zählt sie noch heute zu den erfolgreichsten Skirennläuferinnen aller Zeiten.

## Biografie
Ihren Durchbruch an die Weltspitze schaffte Grasegger 1935, als sie bei den Skiweltmeisterschaften im schweizerischen Mürren im Slalom und in der Kombination jeweils die Bronzemedaille gewann. Im Abfahrtslauf wurde sie zudem noch Fünfte.
Im darauffolgenden Jahr wurden die Olympischen Winterspiele in Garmisch-Partenkirchen zum Höhepunkt ihrer Karriere. Unweit ihres Geburtsortes gewann sie bei der erstmals im olympischen Programm stehenden Alpinkonkurrenz hinter Cranz die Silbermedaille. Mit dem zweitbesten Slalomlauf gelang es ihr, die nach der Abfahrt führende Norwegerin Laila Schou Nilsen auf den dritten Platz zu verweisen.
In den beiden Folgejahren festigte Grasegger ihren Platz an der Weltspitze. Bei den Weltmeisterschaften 1937 in Chamonix gewann sie in allen drei Wettbewerben Medaillen. Zwei weitere Medaillen konnte sie sich bei den Weltmeisterschaften 1938 umhängen. Ein Titel blieb ihr auf internationaler Ebene wie auch bei den Deutschen Meisterschaften allerdings verwehrt. Bei den SDS-Rennen im schweizerischen Grindelwald erzielte sie von 1934 bis 1939 insgesamt sechs Podestplätze.

## Erfolge

### Olympische Winterspiele
- Garmisch-Partenkirchen 1936: 2. Kombination

### Weltmeisterschaften
- Mürren 1935: 2. Slalom, 2. Kombination, 5. Abfahrt
- Chamonix 1937: 3. Abfahrt, 3. Slalom, 3. Kombination
- Engelberg 1938: 3. Abfahrt, 3. Kombination, 5. Slalom